# Tri-etazine
Tri-etazine is de ISO-naam voor 2-chloor-4-(di-ethylamine)-6-(ethylamine)-s-triazine, een organische verbinding met als brutoformule C9H16ClN5. De stof komt meestal voor als kleurloze kristallen en wordt gebruikt als herbicide.

## Toxicologie en veiligheid
De stof ontleedt bij verhitting of bij verbranding met vorming van giftige en irriterende dampen, waaronder waterstofchloride en stikstofoxiden.